# Hans Pulver
Hans Pulver (Berna, 28 de dezembro de 1902 - 8 de abril de 1977) foi um futebolista e treinador suíço, medalhista olímpico.
Hans Pulver  competiu nos Jogos Olímpicos de Verão de 1924, ele ganhou a medalha de prata como membro da Seleção Suíça de Futebol.